# Jemen hadereje
Jemen hadereje a szárazföldi haderőből, a légierőből, és a haditengerészetből épül fel.

## Fegyveres erők létszáma
- Aktív: 66 700 fő (2014)
- Szolgálati idő a sorozottaknak: 24 hónap
- Tartalékos: 45 000 fő (2022)

## Szárazföldi erők
Létszám
60 000 fő
Állomány
- 11 páncélos dandár
- 16 gépesített dandár
- 1 gépesített lövészdandár
- 1 légideszant-dandár
- 1 rakétadandár
- 1 kisegítő dandár
- 1 légvédelmi dandár

Felszerelés
- 790 db harckocsi (T–54/–55, T–62, M60, T–72)
- 80 db felderítő harcjármű
- 200 db páncélozott gyalogsági harcjármű
- 710 db páncélozott szállító jármű
- 335 db tüzérségi löveg: 310 db vontatásos, 25 db önjáró

## Légierő
Létszám
5000 fő
Állomány
- 1 közvetlen támogató század
- 2 vadászrepülő-század

Felszerelés
- 76 db harci repülőgép (MiG–21, MiG–29, Szu–20/–22, F–5)
- 18 db szállító repülőgép (An–12/–26, C–130, Il–14/–76)
- 8 db harci helikopter
- 17 db szállító helikopter

## Haditengerészet
Létszám
1500 fő
Hadihajók
- 20 db hadihajó